# Cseszneky Erzsébet
Gróf cseszneki Cseszneky Erzsébet (szlovákul: Alžbeta Česneková) magyar nemesasszony (17-18. század), Bél Mátyás polihisztor édesanyja.

## Élete
A Cseszneky család veszprémi, más források szerint nemesvarbóki ágából származott. Szülei valószínűleg elszegényedtek, mert Erzsébet előkelő származása ellenére 1680 körül hozzáment a szlovák származású ocsovai mészárosmesterhez, Bél-Funtik Mátyáshoz (szlovákul: Matej Bel-Funtík), akivel Zólyom vármegyében telepedtek le. 1684-ben Nagyócsán (korabeli nevén Ocsován). Ott született fiuk Bél Mátyás a neves író, polihisztor, evangélikus teológus. Erzsébet asszony, férje 1702-ben bekövetkezett halála után, nagy áldozatokat vállalt fia taníttatása érdekében.
Cseszneky Erzsébet nem annyira történelmi tettei, mint inkább származása miatt került a magyar-szlovák történészviták fókuszába, ugyanis – bizonyos vélekedések szerint – magyar eredete azt bizonyítja, hogy Bél Mátyás anyanyelve magyar volt, s ennek folytán legalább annyira tekinthető magyar tudósnak, mint szlováknak. Bél Mátyás identitását a kor viszonyaira alkalmazható hungarus (Magyarhon fia) terminussal írhatjuk le.
A szlovákiai és a Magyarországi Evangélikus Egyház egyaránt mint jótevőjét tiszteli.